# Rascafría
Rascafría és un municipi del nord-est de la Comunitat de Madrid, a tocar de la província de Segòvia. Conserva una arquitectura popular pròpia de la sierra de Guadarrama, i dintre del seu terme municipal hi ha el Parc Natural de Peñalara i l'Arborètum Giner de los Ríos. Entre els seus monuments, hi ha el Monestir del Paular, un dels més importants de la zona nord de la Comunitat de Madrid.